# Axebo sjö
Axebo sjö är en sjö i Högsby kommun i Småland och ingår i Emåns huvudavrinningsområde. Sjön är 20 meter djup, har en yta på 0,899 kvadratkilometer och är belägen 163,1 meter över havet. Sjön avvattnas av vattendraget Kattebäck.

## Delavrinningsområde
Axebo sjö ingår i det delavrinningsområde (634337-149005) som SMHI kallar för Utloppet av Axebo Sjö. Medelhöjden är 193 meter över havet och ytan är 38,13 kvadratkilometer. Det finns inga avrinningsområden uppströms utan avrinningsområdet är högsta punkten. Kattebäck som avvattnar avrinningsområdet har biflödesordning 3, vilket innebär att vattnet flödar genom totalt 3 vattendrag innan det når havet efter 85 kilometer. Avrinningsområdet består mestadels av skog (81 procent). Avrinningsområdet har 2,65 kvadratkilometer vattenytor vilket ger det en sjöprocent på 6,9 procent.